# Yorkshire Wildlife Park
Yorkshire Wildlife Park is een dierentuin in Branton, South Yorkshire, Engeland. Het park werd geopend in 2009 en is lid van de BIAZA, EAZA en WAZA.

## Geschiedenis
Het Yorkshire Wildlife Park werd gebouwd op het terrein van de Brockholes Farm Visitor Centre and Riding School. Dit terrein werd in 2008 gekocht door Cheryl Williams, Neville Williams, John Minion and Stephen Minion. In de daaropvolgende winter werd het terrein omgebouwd en vervolgens werd op 4 april 2009 de dierentuin officieel geopenend door Justin Fletcher, een Engelse presentator van kinderprogramma's. Enkele noemenswaardige gebeurtenissen:
- 2009 — Officiële opening.
- 2010 — Het park redde 13 leeuwen vanuit een Roemeense dierentuin, die na quarantaine werden losgelaten in het nieuwgebouwde verblijf Lion Country.
- 2011 — Land of the Tigers wordt geopend.
- 2012 — Leopard Hights wordt geopend voor de amoerpanters.
- 2014 — Het verblijf voor de ijsberen wordt geopend: Project Polar.
- 2015 — Er wordt een drieling Siberische tijgers geboren in het park.
- 2020 — De dierentuin breidt uit met zo'n 60 hectare naar de andere kant van de rivier.
- 2021 — De nieuwe ingang Yorkshire Hive wordt geopend.
- 2022 — Een nieuw restaurant en hotel worden toegevoegd aan de nieuwe ingang
- 2023 — Het Amazonas gebied wordt geopend, voor onder andere gouden leeuwaapjes en zwartstaartzilverzijdeaapjes
- 2024 — Een leeuwin en haar drie welpen van 18 maanden worden gered uit een dierentuin in de Donetsk-regio in Oekraïne, nadat ze tijdelijk in Polen waren gehouden.[1]

## Dieren en verblijven

### The Yorkshire Hive
In 2021 werd een nieuwe ingang geopend aan de oostkant van de dierentuin: The Yorkshire Hive. Dit moderne ingangsgebied biedt een nieuw groot parkeerterrein, meerdere winkels, restaurants, koffiekiosken en de kaartverkoop voor de dierentuin. In 2022 werden een nieuw restaurant en een hotel toegevoegd. 

### Atlantic Forest
In april 2021 werd met Atlantic Forest een nieuw gebied geopend voor dieren van de laaglanden van het Amazoneregenwoud. In dit deel van het park worden boshonden, manenwolven en laaglandtapirs gehouden.

### Cheetah Territory
In 2023 werd het 1 hectare grote verblijf voor de jachtluipaarden geopend. Het verblijf is ook bedoeld om te fokken met de kwetsbare diersoort en is mogelijk het grootste fokcomplex in Europa. Binnen een jaar was er al het eerste succes met de geboorte van de eerste welpen.

### Experience Ethiopia
Dit gebied was het eerste gebied dat werd geopend op het uitbreidingsgebied van 2020. Het bestaat uit twee delen, die beide in 2020 werden geopend: 
- Hyenas of Harar, een verblijf voor een fokgroep van gevlekte hyena's
- Simien Mountains, een verblijf voor een grote groep gelada's

### Himalayan Pass
Het derde gebied van het uitbreidingsdeel is Himalayan Pass. Dit heeft een bergthema en omvat een verblijf voor kleine panda's en een een combi-verblijf voor bintoerongs en slanke otters.

### Into Africa!
Het grootste deel van het westelijke deel van het park wordt in beslag genomen door het Afrikagebied: Into Africa!. Dit gebied is gebouwd rondom de centrale Afrikaanse savanne, waar de drie giraffen samen leven met Kafue lechwes, grévyzebra's en elandantilopen. Daarnaast zijn er rondom de savanne verblijven voor de bedreigde zwarte neushoorns, okapi's, roloways en Kirks dikdiks.

### Land of the Tigers
Land of the Tigers is het verblijf voor de twee Siberische tijgers van de dierentuin. Dit verblijf bevat twee vijvers en een waterval en is gebouwd naast een moerasreservaat. De bezoekers lopen over een 300 meter lange vlonder langs en boven de tijgers, met het moeras aan de andere kant van het pad. 

### Lemur Woods
Dit is een doorloopverblijf voor groepen kroonmaki's, ringstaartmaki's en roodbuikmaki's. Het verblijf bevat veel bomen, waar de lemuren graag gebruik van maken. Er worden ook voederpresentaties gehouden, waar het publiek kan meekijken met het werk van de verzorgers.

### Leopard Heights

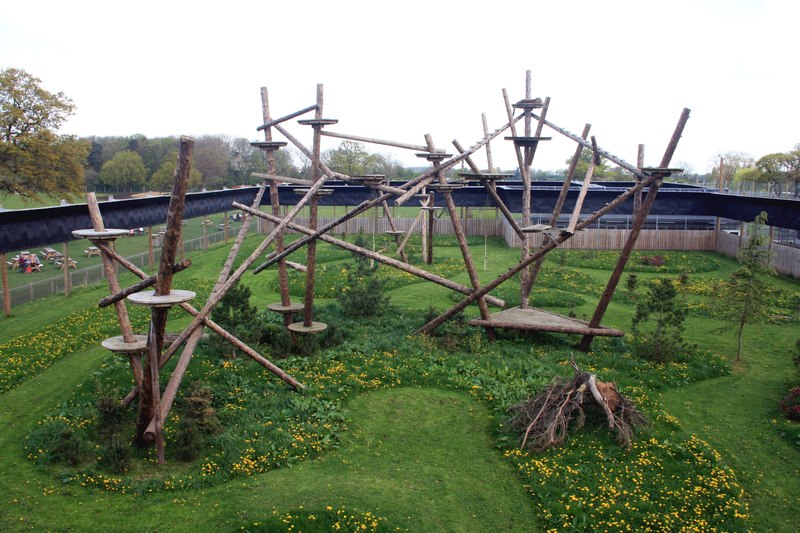
Het grote klimtoestel voor de luipaarden

In 2012 werd een verblijf voor de amoerpanters geopend. Het verblijf is 6000 vierkante meter groot en bevat veel klimtoestellen (tot wel 10 meter hoog) voor de panters. Het park claimt dat dit verblijf het grootste panterverblijf van Europa is. Bij het verblijf staat ook een 10 meter hoge uitkijktoren, waarvan bezoekers in het verblijf kunnen kijken.

### Lion Country

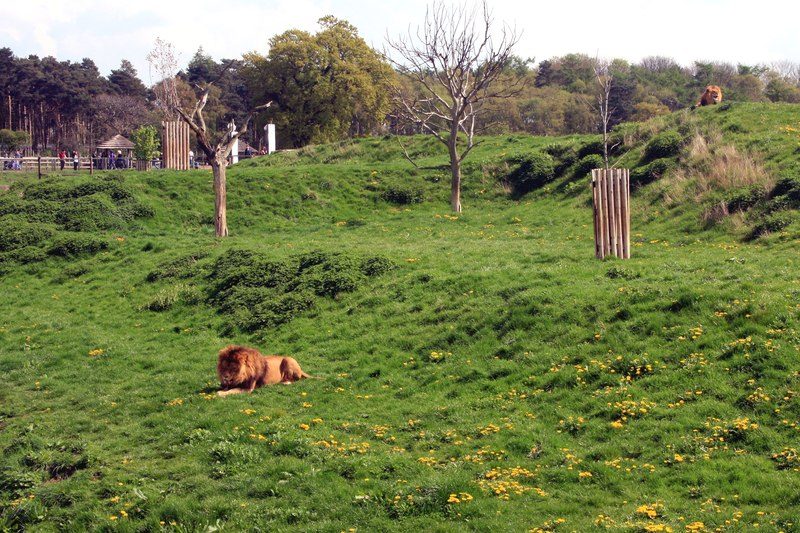
Lion Country

Lion Country werd geopend in mei 2010 om de 13 Afrikaanse leeuwen te huisvesten die gered waren uit Oradea Zoological Garden in Roemenië in februari 2010. De leeuwen werden daar in kleine verblijven en slechte omstandigheden gehouden. In 2022 waren er nog vijf leeuwen over in de drie speciaal ontworpen leeuwenverblijven. In 2024 werden er vier uit leeuwen Oekraïne gered en in de verblijven gehuisvest.

### Meerkat Manor
Dit verblijf ligt in het westen van de dierentuin, vlak bij de oude ingang, en het biedt een huis voor de stokstaartjes van de dierentuin. 

### Point Lobos
In mei 2021 werd een verblijf voor de zes Californische zeeleeuwen geopend: Point Lobos. De zeeleeuwen werden overgenomen van Whipsnade Zoo en worden gehouden in het grootste gefilterde zeeleeuwenverblijf van de wereld: het verblijf bevat drie miljoen liter water. Het totale verblijf is zo'n 8000 vierkante meter groot en bevat twee meren met enkele eilanden en een kiezelstrand. Het is gethematiseerd naar de Californische kusten. 

### Project Polar
Het park huisvest zes mannelijke ijsberen in het in augustus 2014 geopende Project Polar. Lange tijd waren dit de enige ijsberen in een Engelse dierentuin, tot Peak Wildlife Park in juli 2023 aankondigde drie ijsberen te gaan huisvesten. Het complex bestaat uit meerdere verblijven, waarvan de grootste vier hectare groot is en twee grote waterpartijen (tot 8 meter diep) bevat. Dit is een van de grootste ijsbeerverblijven ter wereld.
In 2021 werd het Rescue and Rehabilitation Centre omgebouwd tot Projact Polar 2 om een vrouwelijke ijsbeer met een van haar welpen te huisvesten (de andere twee welpen zijn in bestaande verblijven geplaatst).

### South America Viva
Het Zuid-Amerika gedeelte van de dierentuin, South America Viva, bestaat voornamelijk uit de Amazonas (geopend in 2023), een doorloopverblijf voor capibara's, gouden leeuwaapjes, zwartstaartzilverzijdeaapjes, rode springapen, Azara's agoeti's en mara's. Daarnaast zijn er nog aparte verblijven voor reuzenotters, reuzenmiereneters, rode brulapen en pinchéaapjes.

### Wallaby Walkabout
Wallaby Walkabout is een doorloopverblijf voor de moeraswallaby's en Bennettwallaby's. Het verblijf ligt in het westelijke, oudere gedeelte van de dierentuin. 

### Wetlands
Langs de oostkant van het oudere deel van de dierentuin, langs de rivier de Torne, liggen de Wetlands. Dit natuurlijke moerasgebied biedt plaats aan wilde, inheemse flora en fauna.

### Woodland Trail

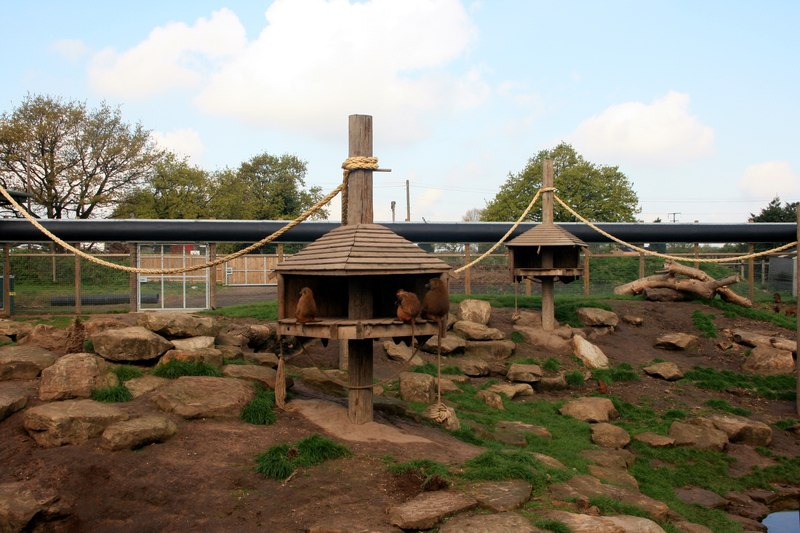
Baboon Reserve

In het noorden van het park, tussen de bomen, ligt de Woodland Trail. Hier zijnde verblijven voor de Afrikaanse wilde honden en Visayawrattenzwijnen. Daarnaast bevindt zich hier ook het Baboon Reserve, dat in 2013 werd geopend voor een groep bruine bavianen uit Edinburgh Zoo.

### Overige dieren
In het park worden naast de genoemde soorten ook nog andere diersoorten gehouden, zoals kamelen (een van de grootste kuddes buiten Azië), emoes en zwaanganzen. Daarnaast worden er voor educatie ook nog een aantal ongewervelden en reptielen gehouden, zoals de koningspython, de korenslang, de luipaardgekko en de gevlekte blauwtongskink.

## Fokprogramma's
Het park neemt deel aan meerdere internationale fokprogramma's en coördineert en beheert de EEP-stamboeken voor de chacobosuil en de brazzameerkat.

## Galerij

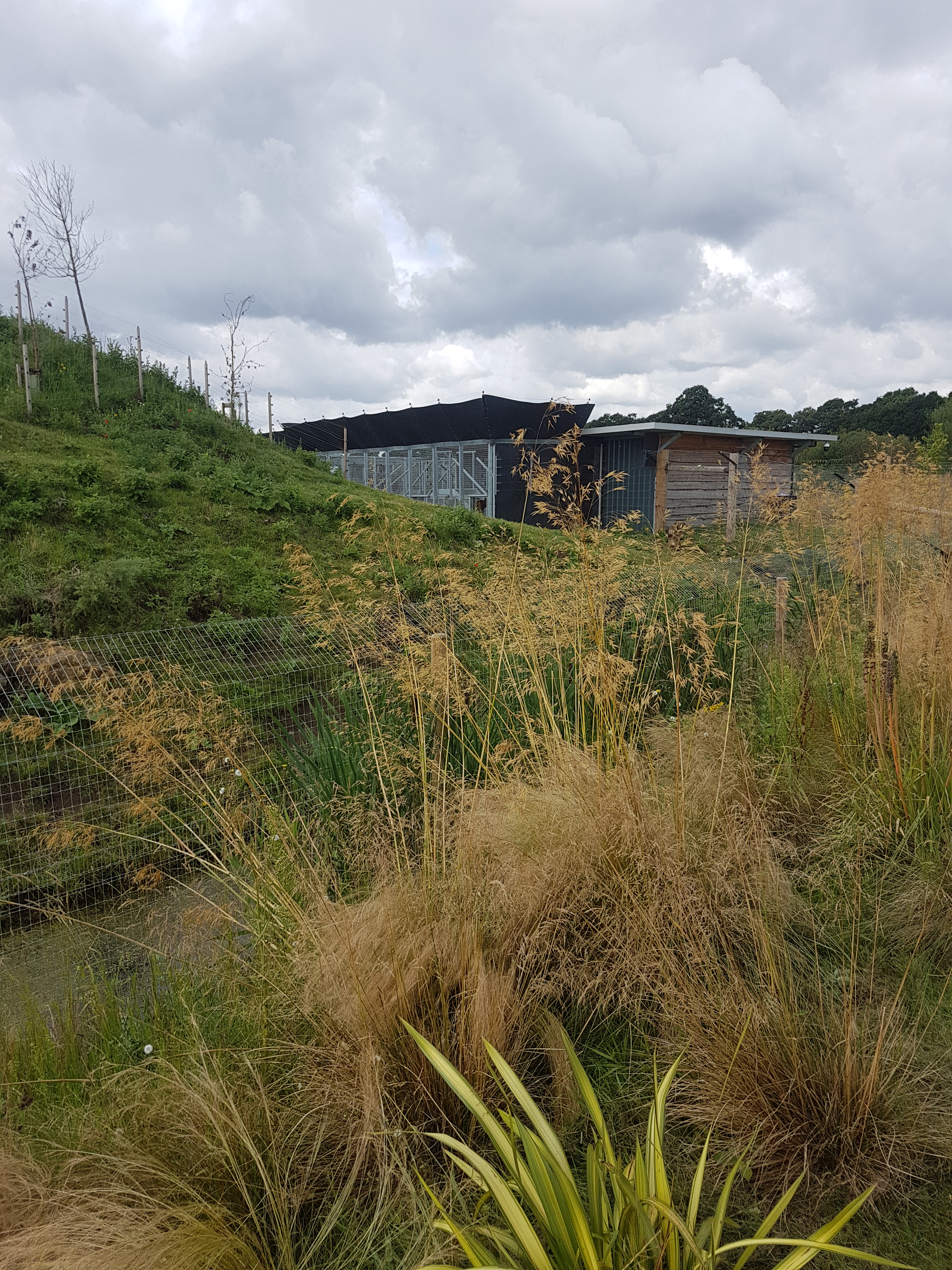
Simien Mountains
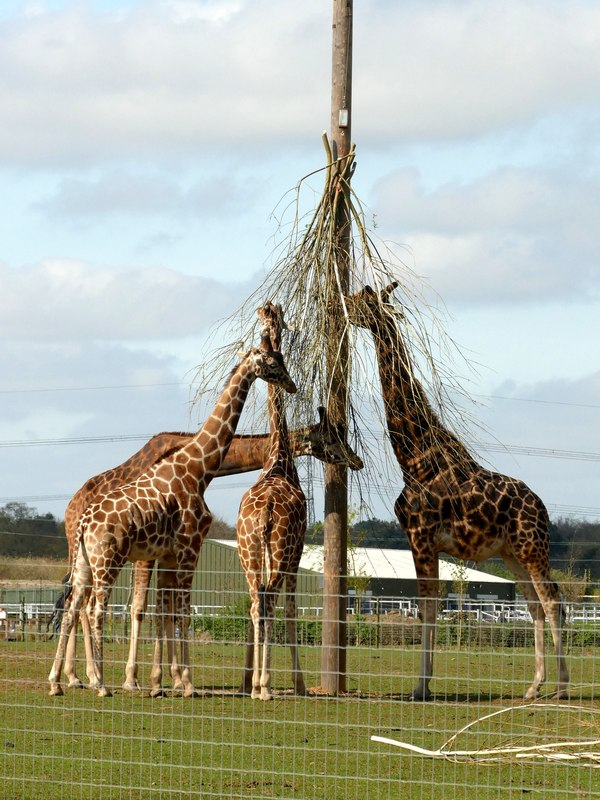
Giraffen op de savanne
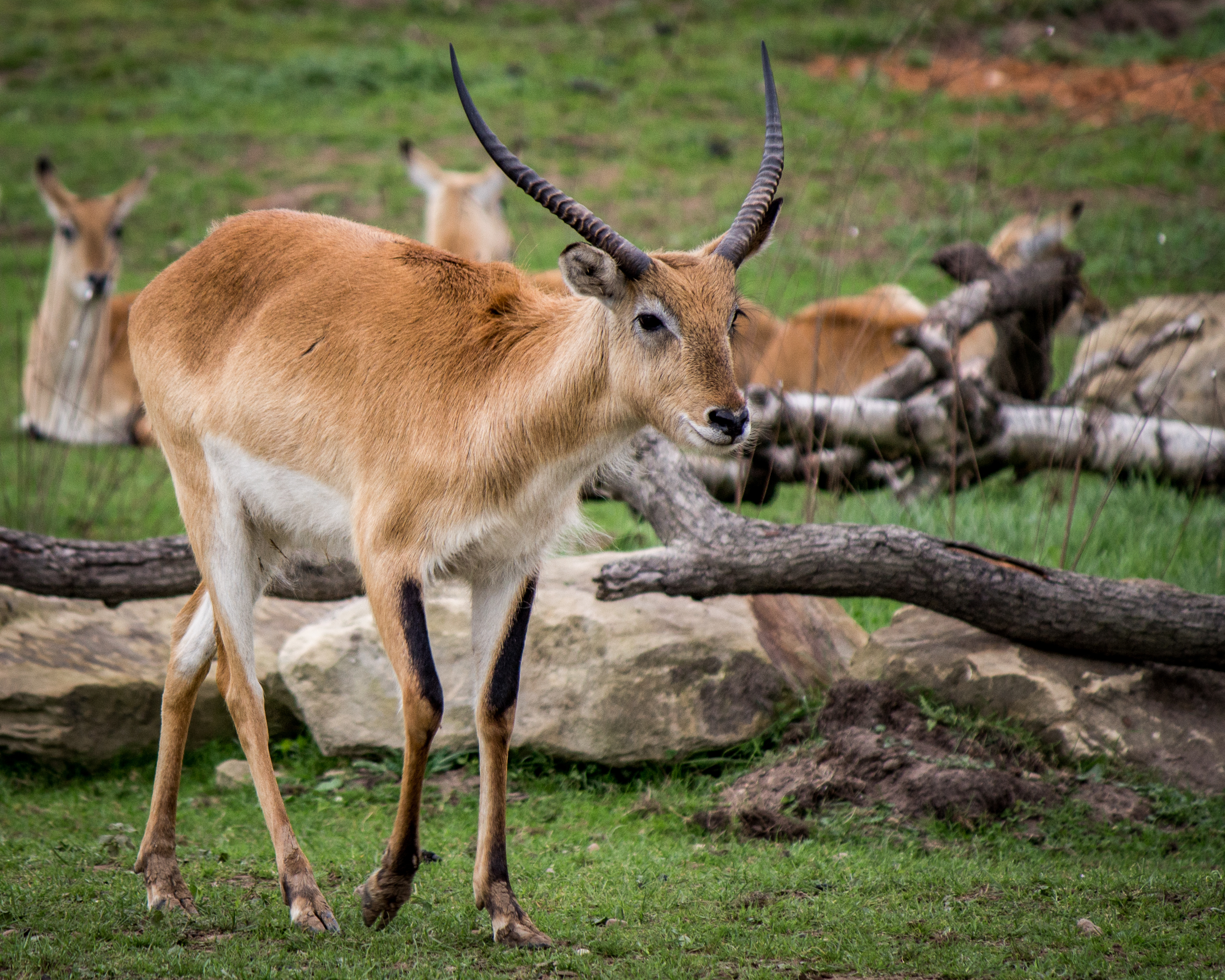
Een Kafue lechwe op de savanne
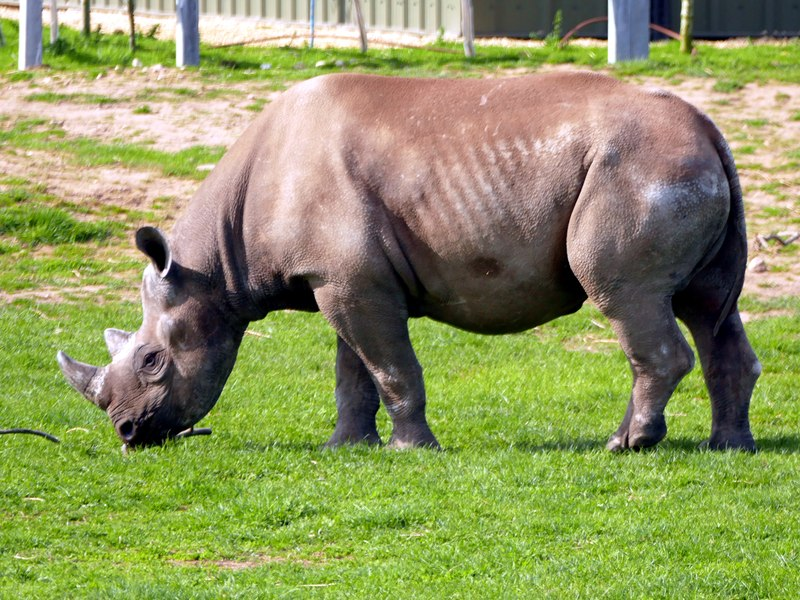
Zwarte neushoorn
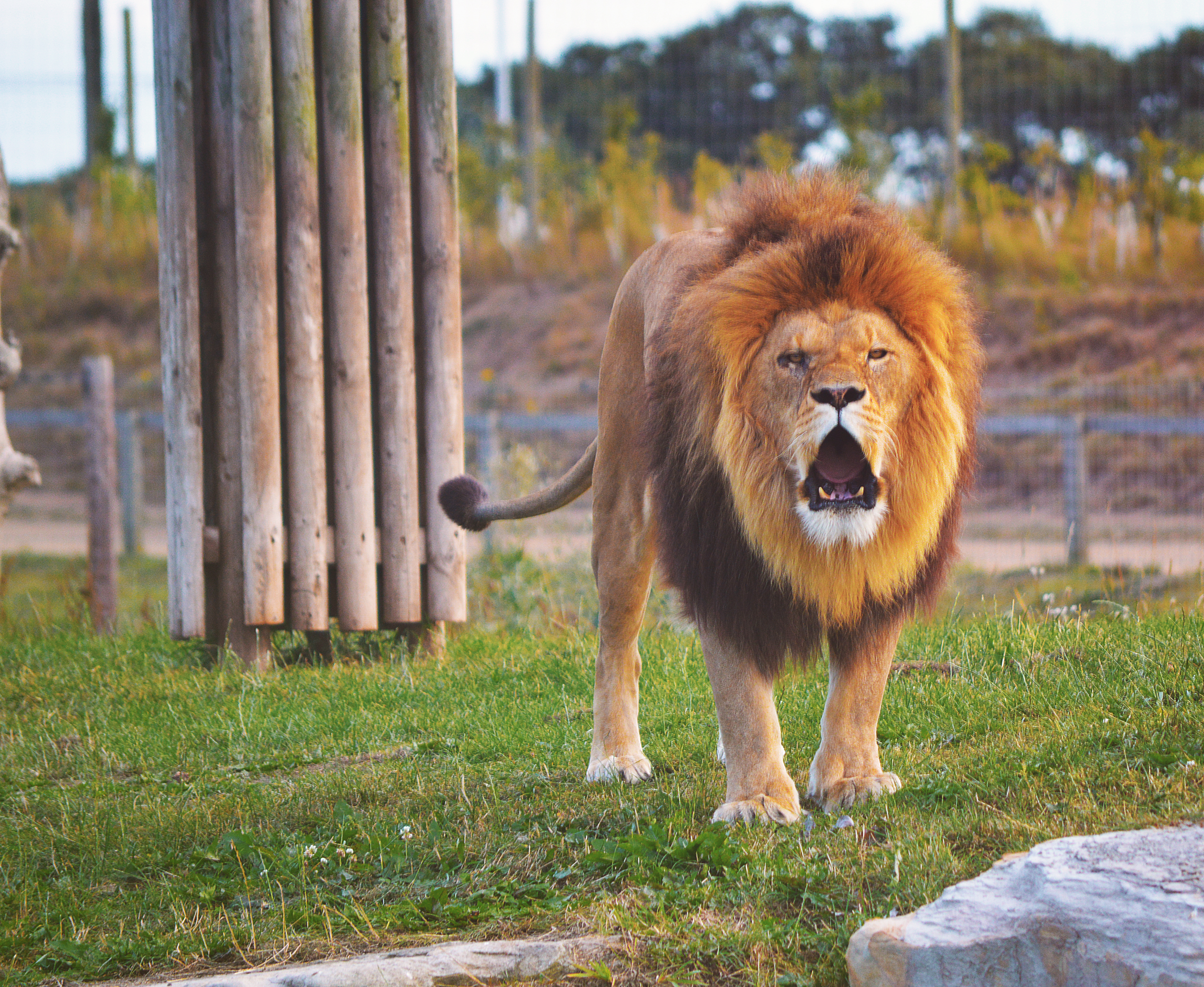
Een leeuw in Lion Country
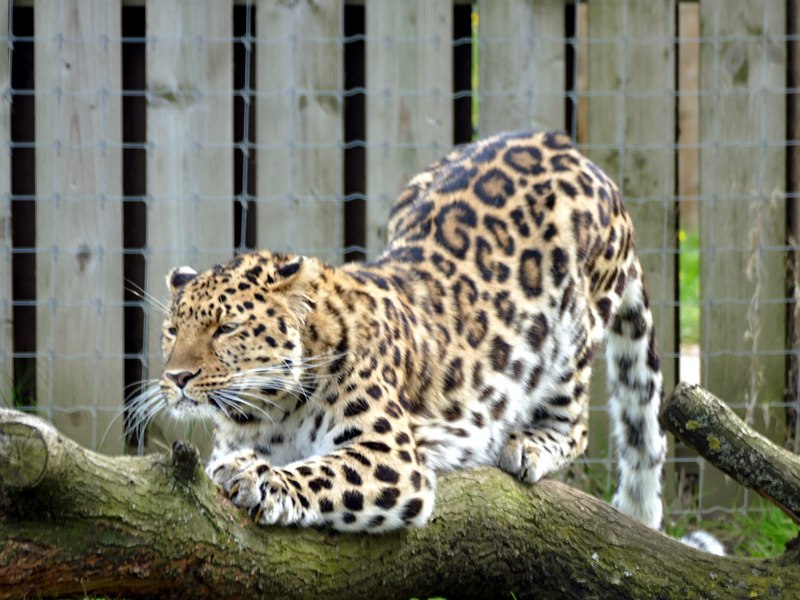
Een amoerpanter in Leopard Heights
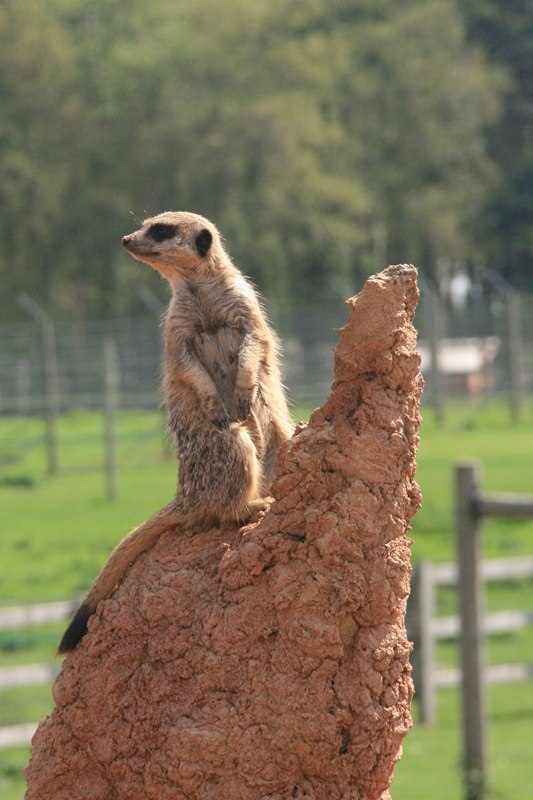
Een stokstaartje in Meerkat Manor
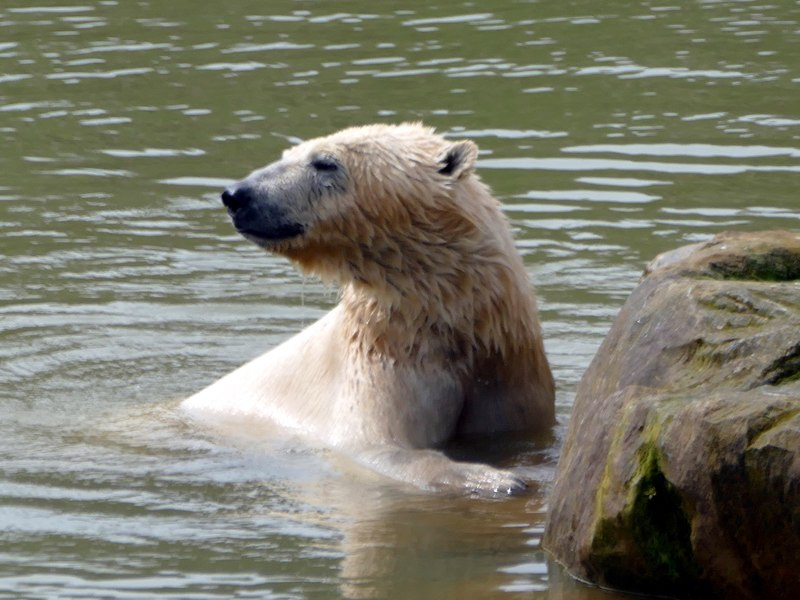
IJsbeer in een van de waterpartijen
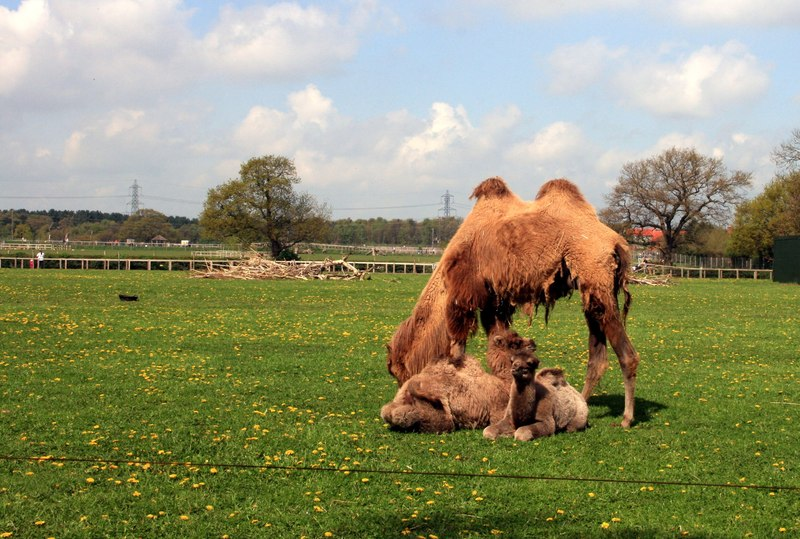
Kameel